# Alchemilla amardica
Alchemilla amardica es una especie de planta del género Alchemilla, perteneciente a la familia Rosaceae.

## Taxonomía
Alchemilla amardica fue descrita por Rothm. en 1939.

## Distribución
Se encuentra en el territorio de Irán.